# سيد إبراهيم
سيد إبراهيم (1897 - 21 يناير 1994 م)، خطاط وشاعر مصري مشهور، وأستاذ الخط العربي بكلية دار العلوم، والجامعة الأمريكية بالقاهرة، ومدرسة تحسين الخطوط الملكية. نشأ في القاهرة بحي القلعة، وأحب الخط منذ حداثة سنه، ويعتبر امتدادًا لأساتذة المدرسة المصرية في الخط العربي. تتلمذ على يديه العديد من الخطاطين في مصر والعالم العربي على مدار 70 سنة، حتى أطلق عليه تلاميذه لقب عميد الخط العربي.

## ولادته ونشأته
ولد الخطاط سيد إبراهيم في حي القلعة بالقاهرة في أغسطس عام 1897م، ودرس بالجامع الأزهر، والجامعة الأهلية من عام 1917-1930. كان يعيش في جو فني منذ حداثة سنه فتشرب العمل اليدوي، فقد كان أحد أخويه نحاتًا والآخر تاجرًا للرخام. بدأت علاقته بالخط في الكتّاب ودرس الخط على يد الشيخ فرج، والشيخ عبد الحافظ، اكتشف موهبته في الخط الشيخ مصطفي الغَر الخطاط والمدرس بالأزهر، كما درس على يدي الشيخ محمد وهبي والخطاط حسين حسني من تركيا والشيخ عبد الغني عجور من مصر، كما تأثر بأعمال الأستاذين محمد مؤنس زاده وتلميذه محمد جعفر بك.
اكتشف موهبته الأدبية الشيخ كمال الدين القاوقجي السوري الأصل والمدرس بالأزهر، واحتضنه وشجعه على التعمق في دراسة الدين والأدب والشعر، ولم يبلغ التاسعة عشرة من عمره إلا وقد حفظ ما يقرب من ثلاثين ألف بيت من الشعر، وكان يحفظ أشعار أبي العلاء المعري كلها. شارك في تأسيس رابطة الأدب الحديث، وجماعة «أبّولو» وكان صديقا لأمير الشعراء أحمد شوقي بك، وإبراهيم ناجي، وأحمد زكي أبو شادي، وكان يغشى المنتديات التي تجمعه بأدباء عصره كالعقّاد وطه حسين والزيّات وغيرهم. نشر مقالات عن الخطّ في مجلّتي «الهلال» و«المصور» وقصائد من نظمه في الجرائد والمجلاّت.

## أعماله
ترك الخطاط سيد إبراهيم العديد من الآثار الفنية والأعمال الخطية المختلفة فقد اشتهر بكتابة المساجد، وأغلفة الكتب، ومنشورات الدعاية، والشعارات الخطية، فمن بين المساجد التي كتبها: مسجد شيخ العروبة، ومسجد الفولي بالمنيا، ومسجد بانجالور بالهند. كما كتب عددا ضخما من أسماء الجرائد والمجلات في العهد الملكي، مثل: مجلة «الراديو المصري»، وجريدة الأهرام، و«الضياء»، و«فلسطين»، و«المصور». كما كتب معظم مقدمات أفلام الفنان محمد عبد الوهاب. كما كتب مسجد ومدفن علي باشا شعراوي بالمنيا.

## تدريس الخط العربي
اشتغل الأستاذ سيد إبراهيم بتدريس الخط العربي في كل من مدرسة تحسين الخطوط الملكية، وكلية دار العلوم، والجامعة الأمريكية، ولم يتوقف عن التدريس إلا في عام 1978م حين أجرى عملية جراحية في عينه.

## مؤلفاته
ألف سيد إبراهيم العديد من الأعمال الخاصة بفن الخط العربي، كما ساهم في كتابة كراسات الخط العربي المخصصة لطلاب المدارس العامة ومدارس الخطوط. فمن أشهر مؤلفاته: 
1. «فن الخط العربي».
2. «طريقة الخط الحديثة» كرَّاسة في الخط العربي لطلاب المدارس بالسودان.
3. «كرَّاسة الخط العربي» لطلاب المدارس بمصر في مختلف المراحل الدراسية.[8]

## وفاته وتراثه
توفي الأستاذ سيد إبراهيم يوم 28 رجب 1414هـ / 21 يناير 1994م عن عمر يناهز السادسة والتسعين بعد مسيرة حافلة بالعطاء لفن الخط العربي. وقد أقامت دار الأوبرا المصرية معرضا لتكريمه عام 1996م، واحتفت به مكتبة الإسكندرية مُصدرة كتابًا يتناول مسيرته وأهم أعماله الفنية بعنوان «سيرة العميد سيد إبراهيم» عام 2013، وقد أقامت محاضرة عام 2015 للاحتفال بصدور هذا العمل الفريد. وأقيمت مسابقة دَولية باسمه، وهي المسابقة الخامسة من مسابقات مركز الأبحاث للتاريخ والفنون والثقافة الإسلامية (إرسيكا) في إستانبول، عام 2006، ومن أعضاء لجنة الحُكم فيها الخطاط عُبَيدة البَنْكي.